# María Vidal
María Vidal (* 20. Jahrhundert, an einem 29. Januar in Sevilla) ist eine spanische Sängerin der Copla andaluza, Fernsehmoderatorin und Schauspielerin.
Als Sängerin debütierte sie Anfang der 1980er Jahre in der Sendung Gente Joven im spanischen TV-Sender TVE. Danach folgten mehrere Plattenveröffentlichungen und Auftritte in diversen Musiksendungen. 1992 trat sie im Rahmen der Expo 92 in Sevilla mit Rocío Jurado, Juana Reina und Imperio Argentina im Musical Azabache auf, in dem sie Copla-Klassiker wie Maria de la O und La Lirio sang.
1994 sang sie neben Gracia Montes und Joan Manuel Serrat bei der Show zu Ehren von Lola Flores.
2004 trat sie in der Show Todos con la Copla auf. 2008 war sie als Jury-Mitglied bei der TV-Show Se llama Copla zu Gast.

## Diskographie (Auswahl)
- De Sevilla a Nueva York: Las Coplas de Carlos Cano (2008)